# Гроскорбета
Гроскорбета (нем. Großkorbetha) — деревня в Германии, в земле Саксония-Анхальт. Входит в состав города Вайсенфельс района Бургенланд.
Население составляет 2008 человек (на 31 декабря 2006 года). Занимает площадь 12,68 км².
Впервые упоминается между 881 и 899 годам. До 2010 года имела статус общины (коммуны). 1 сентября 2010 года вошла в состав города Вайсенфельс.

## Достопримечательности
Церковь, построенная в 1293 году.